# سيرجيو ميجلياشيو
سيرجيو ميجلياشيو (بالإسبانية: Sergio Migliaccio)‏ هو لاعب كرة قدم أوروغواياني في مركز حراسة المرمى، ولد في 3 يونيو 1973 في مونتيفيديو في الأوروغواي. لعب مع سنترال إسبانيول.

## وصلات خارجية
- سيرجيو ميجلياشيو على موقع قاعدة بيانات كرة القدم.إي يو (الإنجليزية)
- سيرجيو ميجلياشيو على موقع Soccerway.com (الإنجليزية)